# 川本宇之介
川本 宇之介（かわもと うのすけ、1888年（明治21年）7月13日 - 1960年（昭和35年）3月15日）は大正時代から昭和時代にかけての日本の教育者。
東京市および文部省の職員を経て東京聾唖学校（筑波大学附属聴覚特別支援学校の前身）、東京盲学校（筑波大学附属視覚特別支援学校の前身）両校の教諭となり、のち東京聾唖学校長、国立ろう教育学校長兼附属ろう学校長、東京教育大学国府台分校主事を歴任した。昭和初期のろう教育において、手話を否定し純粋口話法による教育を推進した人物のひとりである（同じ時期に口話法を推進した人物として、西川吉之助、橋村徳一らがいる）。また、近代日本での教育として、「教育の社会化と社会の教育化」論を展開した。

## 略歴
1888年（明治21年）
兵庫県に生まれる。
1920年（大正9年）
東京帝国大学文科大学選科を卒業後、文部省に入省。普通学務局第4課調査掛長として盲聾教育と社会教育を担当する。文部省官吏の時代に盲聾教育研究のため欧米を2年間訪問する。また、ドイツ哲学を現地の大学にて学ぶ中で、ヴィルヘルム・ヴントの『民族心理学』の説に共感、手話を未開の言葉とみなして否定し、ろう教育においての口話法を絶対的なものと確信した。
1924年（大正13年）
東京聾唖学校兼東京盲学校教諭に就任。
1925年（大正14年）
西川吉之助・橋村徳一・川本宇之介の3人で「日本聾口話普及会」を発足する。また雑誌『口話式聾教育』を創刊し、欧米の障害児教育制度・動向の紹介、研究、口話法の普及と盲聾児就学義務制の実現に尽力した。
1931年（昭和6年）
聾教育振興会が創立され、常任理事に就任した。
1942年（昭和17年）
東京聾唖学校長（現在の筑波大学附属聴覚特別支援学校）に就任。
1956年（昭和31年）
東京教育大学国府台分校主事兼同大学講師に就任。
1960年（昭和35年）
逝去。

## ろう教育と手話批判
『聾唖教育学精説』(1940年)にて、以下のような手話批判論を展開した。
1. 手話語は自然表出運動に基づき、人類の言語としては最も初歩的で、幼稚なるものである。
2. 手話語は多義であり変化し易い。したがって意義が曖昧になる懼れが多い。
3. 手話語は直観的であり思想を直截簡明に、絵画的に表現することは容易であるが、抽象概念を表現することは困難である。
4. 手話語は思考を論理的になすことを困難ならしめ、したがって文を論理的になすことを困難ならしめ、論理的表現を完全ならしめない。
5. 手話語はそれ自身には、一つの語法があるかも知れぬが、その語法は如何なる国語とも一致することはない。
6. 手話語は殊に時間空間、原因、結果等の事物の関係、物の属性、殊に人間の関係を明瞭に表現すること困難である為、甚だしきは、その文は文をなさず、語法の紛更を来し、屡々語の羅列となることがある。故に聾児の思考力を発達させることに貢献することが少ない。
7. 斯くの如くであるから、手話語は各国の国語とは、全くその体系を異にする。異種の体系語と結合して教授しても聾児の使用する国語は、あたかも木に竹をついだ様になる傾向が甚だ強い。したがって自ら、聾児に文の理解力を盛にし、読書力を発達させることを、甚だ困難ならしめる。

この手話批判は、口話法全盛期にはろう教育者の間で支配的であった。現在では手話は音韻構造および文法を持ち、音声日本語とは異なる独自の体系を持つ「言語」であることが一般に認められており、上述の批判は既に的外れなものとなっている。また、「手話で抽象概念を表現することは困難である」という主張に根拠がないことは、木村晴美らも明らかにしている。

## 川本記念口話賞
川本記念口話賞は、川本宇之介の退職記念に設立された。この賞は口話を身につけ、ろう学校を優秀な成績で卒業した生徒を表彰するものであったが、「口話法という観点のみで捉えて、優秀な学業成績の生徒を表彰することの矛盾」などが認識され、1999年に表彰事業が停止された。

## 著作
著書
- 『公民教育の理論及実際』 大同館、1915年11月
- 『最新思潮 職業教育の研究』 目黒書店、1916年6月
- 『補習学校の組織及経営』 目黒書店、1917年6月
- 『デモクラシーと新公民教育』 中文館書店、1921年11月
  - 小川利夫監修 『社会教育基本文献資料集成 19 社会教育理論の形成と展開8』 大空社、1992年12月
- 『比較綜合 公民科教授の新研究』 中文館書店、1925年
- 『聾教育概説』 中文館書店、1925年7月
  - 中野善達編・解説 『要支援児教育文献選集 第6巻』 クレス出版、2008年5月
- 『米国の都市教育組織』 東京市政調査会編輯、東京市政調査会〈市政調査資料〉、1925年10月
- 『盲教育概観 盲教育の理想と本邦盲教育の改善』 盲人信楽会、1928年5月
  - 高橋淳子、平田勝政解説 『知的・身体障害者問題資料集成 戦前編5 一九二七年〜一九二九年』 不二出版、2005年12月、ISBN 4835055152
- 『社会教育の体系と施設経営 体系編』 最新教育研究会〈最新教育研究叢書〉、1931年3月
  - 小川利夫監修 『社会教育基本文献資料集成 16 社会教育理論の形成と展開5』 大空社、1992年12月
- 『社会教育の体系と施設経営 経営編』 最新教育研究会〈最新教育研究叢書〉、1931年6月
  - 小川利夫監修 『社会教育基本文献資料集成 17 社会教育理論の形成と展開6』 大空社、1992年12月
- 『社会教育』 北文館、1934年
- 『聾教育学精説』 信楽会、1940年12月
  - 『川本宇之介著作集 聾教育学精説』 川本口話賞会、1981年11月
  - 『聾教育学精説』 クレス出版〈要支援児教育文献選集〉、2008年9月
- 『ろう言語教育新講』 全国聾学校長会、1954年6月
  - 『川本宇之介著作集 ろう言語教育新講』 川本口話賞会、1981年7月
- 『総説特殊教育』 青鳥会、1954年12月
  - 『川本宇之介著作集 総説特殊教育』 川本口話賞会、1981年12月
  - 高橋淳子、平田勝政解説 『知的・身体障害者問題資料集成 戦前編13 一九三九年』 不二出版、2006年6月、ISBN 483505525X
  - 『総説特殊教育』 クレス出版〈要支援児教育文献選集〉、2009年2月
- 『人間の教師』 川本美恵、1960年7月

## 関連文献
- 「川本宇之介氏の教育説及其批判」（渡部政盛著 『日本教育学説の研究』 大同館、1920年6月）
- 山本実著 『川本宇之介の生涯と人間性』 太平社、1961年10月
- 日高幸男「社会教育の学的体系をめざした川本宇之介」『社会教育』第34巻第3号、全日本社会教育連合会、1979年、37-41頁、doi:10.11501/7961386、ISSN 13425323、NAID 40001637072、全国書誌番号:00010603。
  - 全日本社会教育連合会編 『社会教育論者の群像』 全日本社会教育連合会、1983年5月
- 加藤康昭 「川本宇之介 : 盲聾教育に尽くした異色の教育者」（唐沢富太郎編著『図説教育人物事典 : 日本教育史のなかの教育者群像 中巻』 ぎょうせい、1984年4月）
- 平田勝政「川本宇之介文献目録」『長崎大学教育学部教育科学研究報告』第39巻、長崎大学教育学部、1990年、83-106頁、ISSN 0388-2802、NAID 110009614458。
- 川本先生退職記念口話賞会「あゆみ」編集委員会編 『あゆみ : 川本口話賞会記念誌』 川本先生退職記念口話賞会事務局、2001年3月

## 関連人物
- 西川吉之助
- 橋村徳一
- 西川はま子
- 高橋潔